# Maize aumaivirus 1
Genre
Espèce
Maize aumaivirus 1 est une espèce de virus du genre Aumaivirus, dont c'est l'unique espèce (genre monotypique)  Ce genre, accepté par l'ICTV en 2015, n'est rattaché à aucune famille. Ce virus infecte le maïs (phytovirus).
L'isolat représentatif de cette espèce est le Satellite maize white line mosaic virus (SMWLMV).
Le SMWLMV est un virus satellite dépendant pour la réplication d'un virus auxiliaire, le Maize whiteline mosaic virus (MWLMV), rattaché au genre Aureusvirus, (famille des Tombusviridae). 
Le MWLMV peut infecter le maïs en l'absence du SMWLMV, tandis que les particules du  SMWLMV ne peuvent infecter le maïs que si elles sont co-inoculées avec le MWLMV.
Le génome du SMWLMV a une longueur de 1 168 nucléotides et compte un seul gène qui code une protéine de capside. Comme chez les virus de type STNV (Satellite tobacco necrosis virus), le virion du  SMWLMV a un diamètre de 17 nm, mais la protéine de la capside  présente une homologie de séquence limitée avec les protéines correspondantes des virus de type STNV.

## Étymologie
Le nom générique, « Aumaivirus », est une combinaison formée à partir de Aureusvirus (nom du virus auxiliaire, et maize, plante-hôte de l'unique espèce du genre.